# White City (Saskatchewan)
White City è un comune del Canada, situato nella provincia del Saskatchewan, nella divisione No. 6.